# Елизабет фон Цигенхайн
Елизабет фон Цигенхайн (на немски: Elisabeth von Ziegenhain; * ок. 1375; † 1 декември 1431) от графската фамилия Цигенхайн, е чрез женитба господарка на Ханау.

## Биография
Тя е дъщеря на граф Готфрид VIII фон Цигенхайн († 1394) и съпругата му Агнес фон Брауншвайг-Гьотинген († 1416), дъщеря на херцог Ернст I фон Брауншвайг-Гьотинген и Елизабет фон Хесен (ок. 1320 – 1390) и сестра на княз Ото I фон Брауншвайг-Гьотинген (1340 – 1394). Най-големият ѝ брат Енгелберт III († 1401) e граф на Графство Цигенхайн и Графство Нида. Брат ѝ Йохан II († 1450), последният граф на Цегенхайн, умира през 1450 г. без мъжки наследници, което води до тежки конфликти между възможните му наследници, ландграф Лудвиг I фон Хесен и род Хоенлое. Най-малкият ѝ брат Ото († 1430) е архиепископ на Трир.
Последните двадесет години от живота си Елизабет прекарва, без да влезе в ордена, с монахините на манастир Кларентал, където в съседство си построява къща. Нейните дъщери Агнес и Аделхайд влизат в манастир Кларентал и Елизабет в завещанието си завещава на манастира 100 флорентински гулдена.

## Фамилия
Елизабет се омъжва през 1388 г. за господар Улрих V фон Ханау (ок. 1370 – 1416). Те имат три дъщери:
- Елизабет фон Ханау (* ок. 1395; † 25 май 1475), омъжена 1413 г. за граф Албрехт I фон Хоенлое-Вайкерсхайм (* 1371; † 16 юни 1429)
- Агнес († 1446), абатиса на манастир Кларентал 1422 г.
- Аделхайд, монахия в Кларентал (fl. 1410/1426)